# Hilethera oedipodioides
Hilethera oedipodioides is een rechtvleugelig insect uit de familie veldsprinkhanen (Acrididae). De wetenschappelijke naam van deze soort is voor het eerst geldig gepubliceerd in 1902 door Ignacio Bolívar.
De soort werd ontdekt in Madurai in zuidelijk India.
Bolívar plaatste in zijn publicatie de soort in een nieuw geslacht dat hij Lerina noemde, maar die naam bleek nadien reeds in gebruik te zijn voor een geslacht van beervlinders. Hilethera is later de geldige naam van het geslacht geworden.